# Јудит Полгар
Јудит Полгар (мађ. Polgár Judit; рођена 23. јула 1976) је мађарска шахисткиња. Као најбоља женска шахисткиња у историји, налази се на 14. месту на априлској листи 2006. ФИДЕ с рејтингом од 2711 поена, једина жена међу првих 100 шахиста. Освојила је титулу велемајстора 1991. с 15 година и 4 месеца, оборивши рекорд Бобија Фишера из 1958. који је до тада био најмлађи велемајстор.

## Порекло
Јудит Полгар је из породице јеврејског порекла из Будимпеште, Мађарска. (Већи део њене породице је убијен у Холокаусту, а њена баба је преживела Аушвиц). Она и њене две старије сестре (Жужа (велемајстор) и Софија (интернационални мајстор)) биле су део образовног експеримента њиховог оца Ласла, који је покушао да докаже да деца могу да постигну изузетне резултате ако се посебно обучавају од најранијих година. „Генији се стварају, они се не рађају“, била је његова теза. Ласло и његова жена Клара су образовале своју децу код куће, а шах им је био најважнији предмет.
Остатак Јудитине породице је касније емигрирао (Софија је с родитељима отишла у Израел, Жужа у Њујорк), али је Јудит остала у Мађарској и удала се за Густава Фонтса, хирурга-ветеринара из Будимпеште.

## Каријера
Јудит Полгар се сматра најјачом шахисткињом свих времена. Подучавала ју је и старија сестра Жужа, (која је била светска шампионка у шаху, а и даље је друга најјача шахисткиња на свету -([https://web.archive.org/web/20071024151321/http://www.fide.com/ratings/top.phtml?list=women%5D%7D-%2C-%7B%5Bhttps%3A%2F%2Fweb.archive.org%2Fweb%2F20050221142505%2Fhttp%3A%2F%2Fwww.fide.com%2Fratings%2Fid.phtml%3Fevent%3D700088&moder=4%5D%7D-). Јудит је увек више волела да игра на мушким такмичењима, од почетка јасно стављајући до знања да жели да постане светска шампионка у мушкој конкуренцији. Њен стални успон у светску шаховску елиту у претходним годинама поставља отворено питање да ли ће постићи тај циљ. Јудит је побеђивала скоро све врхунске светске шахисте, укључујући и бившег светског шампиона Гарија Каспарова, кога многи сматрају најјачим шахистом свих времена.
На априлској ФИДЕ рејтинг листи 2003, Јудит је са рејтингом од 2715 поена ушла у 10 најбоље рангираних шахиста, као прва жена које је икада ушла међу првих десет. Исте године Јудит је постигла највећи успех: освојила је друго место, без пораза, на шаховском турниру 19. категорије у Вајк ан Зеу, Холандија, само пола поена иза индијске звезде Ананда и поеном више од светског шампиона Владимира Крамника.
-{[https://web.archive.org/web/20071011011046/http://fide.com/ratings/top_files.phtml?id=700070%5D%7D-
Јудит Полгар је 2004. одсуствовала неко време из шаха да би родила сина Оливера. Због тога је сматрана неактивном и није била на јануарској рејтинг листи 2005. Њена сестра Жужа, вратила се шаху у то време и поново привремено постала најбоље рангирана шахисткиња.
Јудит Полгар се вратила шаху на турниру у Вајк ан Зеу 15. јануара 2005. с резултатом од 7 поена у 13 партија. Због тога се вратила на рејтинг листу. У мају је постигла још бољи резултат на јаком турниру у Софији, Бугарска, где је освојила треће место. То јој је омогућило да поврати осмо место међу најбоље рангираним шахистима на свету.
У септембру 2005, Јудит је постала прва жена која се борила за титулу светског шаховског шампиона. Међутим, играла је разочаравајуће слабо и била последња међу осам такмичара. Најџел Шорт је критиковао њен сиромашан репертоар отварања, а неки су претпостављали да је платила данак одсуствовању због порођаја, иако је имала добре резултате на два турнира те године.